# District de Bergerac
Le district de Bergerac est une ancienne division administrative française du département de la Dordogne de 1790 à 1795.
Il était composé des cantons de Bergerac, Cuneges, Eymet, Issigeac, Laforce, la Linde, Liorac, Montagnac et Ribagnac.